# Nigatal Homs
Nigatal Homs (em árabe: النقاط الخمس; romaniz.: al/an-Nuqat/Nukat/Nikat/Niqat/Nigat al-Khums/Khoms/Khams) é um distrito da Líbia com capital em Zuara. Ao norte, tem uma zona costeira no mar Mediterrâneo e a oeste faz divisa com a província de Médenine da Tunísia. A leste, faz divisa com Zauia, a sudeste com Jabal Algarbi e a sudoeste com Nalute.
Foi criado em 1987 e segundo censo daquele ano tinha 181 584 residentes. Em 1995, registra-se 196 000 residentes e área de 101 000 quilômetros quadrados. Em 2001, com a reorganização do país, a região de Sábrata foi removida para formar Sábrata e Sormane. Segundo censo de 2001, tinha 166 067 residentes e segundo o de 2012, 292 440, dos quais 285 399 são líbios e 7 041 não-líbios. O tamanho médio das famílias líbias era 4.96, enquanto o tamanho médio das não-líbios era de 3.7. Há no total 61 088 famílias no distrito, com 59 097 sendo líbias e 1 991 não-líbias. Em 2012, aproximados 1 025 indivíduos morreram no distrito, dos quais 717 eram homens e 308 eram mulheres.